# Claes Bülow
Claes Edvard Bülow, född den 3 oktober 1863 i Skepperstads församling, Jönköpings län, död den 15 augusti 1931 i Kristbergs församling, Östergötlands län, var en svensk präst.
Bülow blev student vid Uppsala universitet 1887 och avlade folkskollärarexamen 1893. Han prästvigdes 1894. Bülow blev komminister i Kristberg 1897 och kyrkoherde där 1909 samt kontraktsprost i Gullbergs och Bobergs kontrakt 1925.